# Umeda
Umeda (梅田) és el principal districte comercial i de negocis d'Osaka, al Japó. Umeda és un nus de comunicacions, així com la seu de moltes empreses i hotels, amb més de quaranta gratacels. El nom prové del mot ''ume'', 'camp'.
Umeda no és només un centre de negocis, sinó que és una àrea d'oci important on hi ha un gran nombre de restaurants i de llocs de lleure.

## Estacions de tren

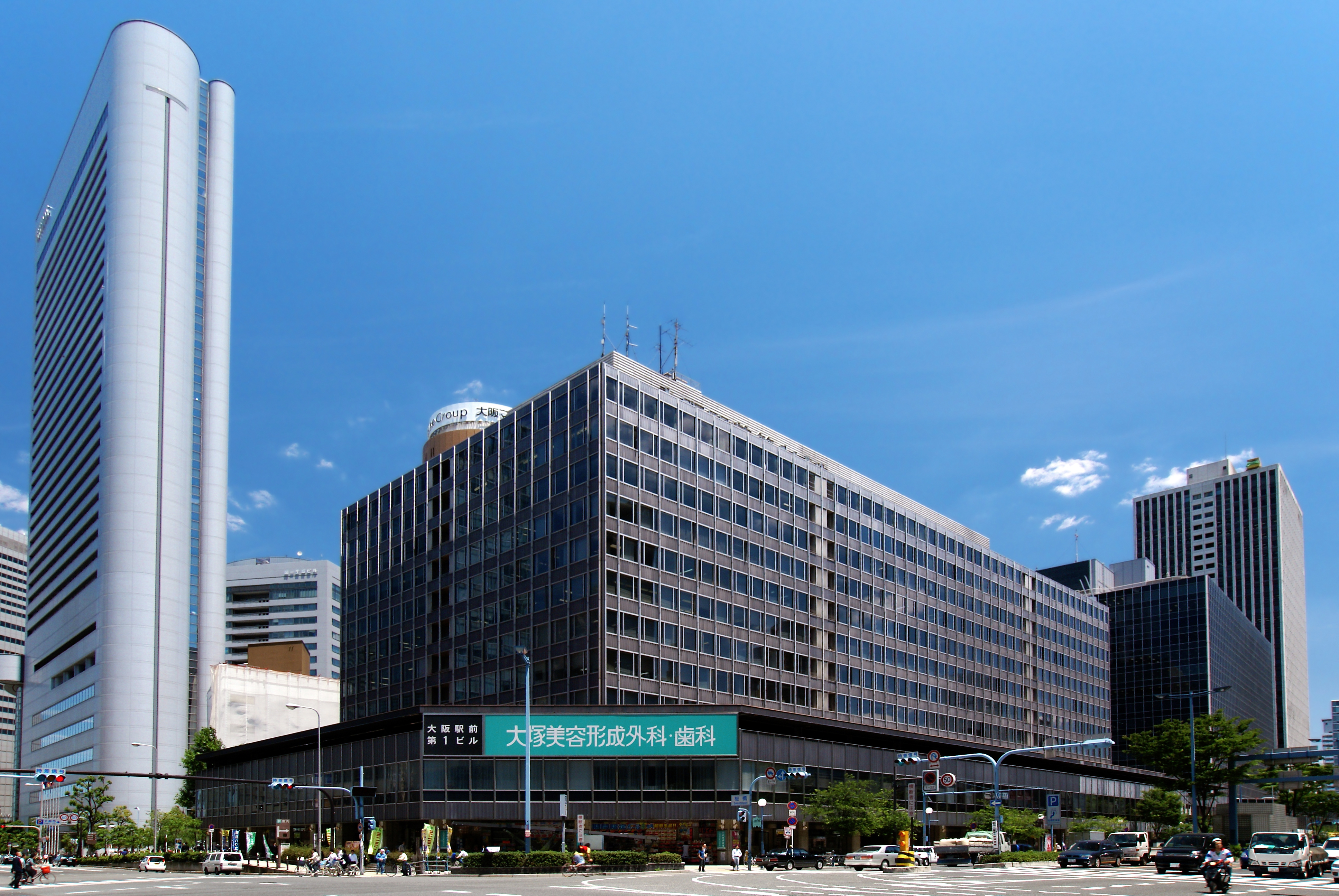
Voltants de l'estació d'Ōsaka

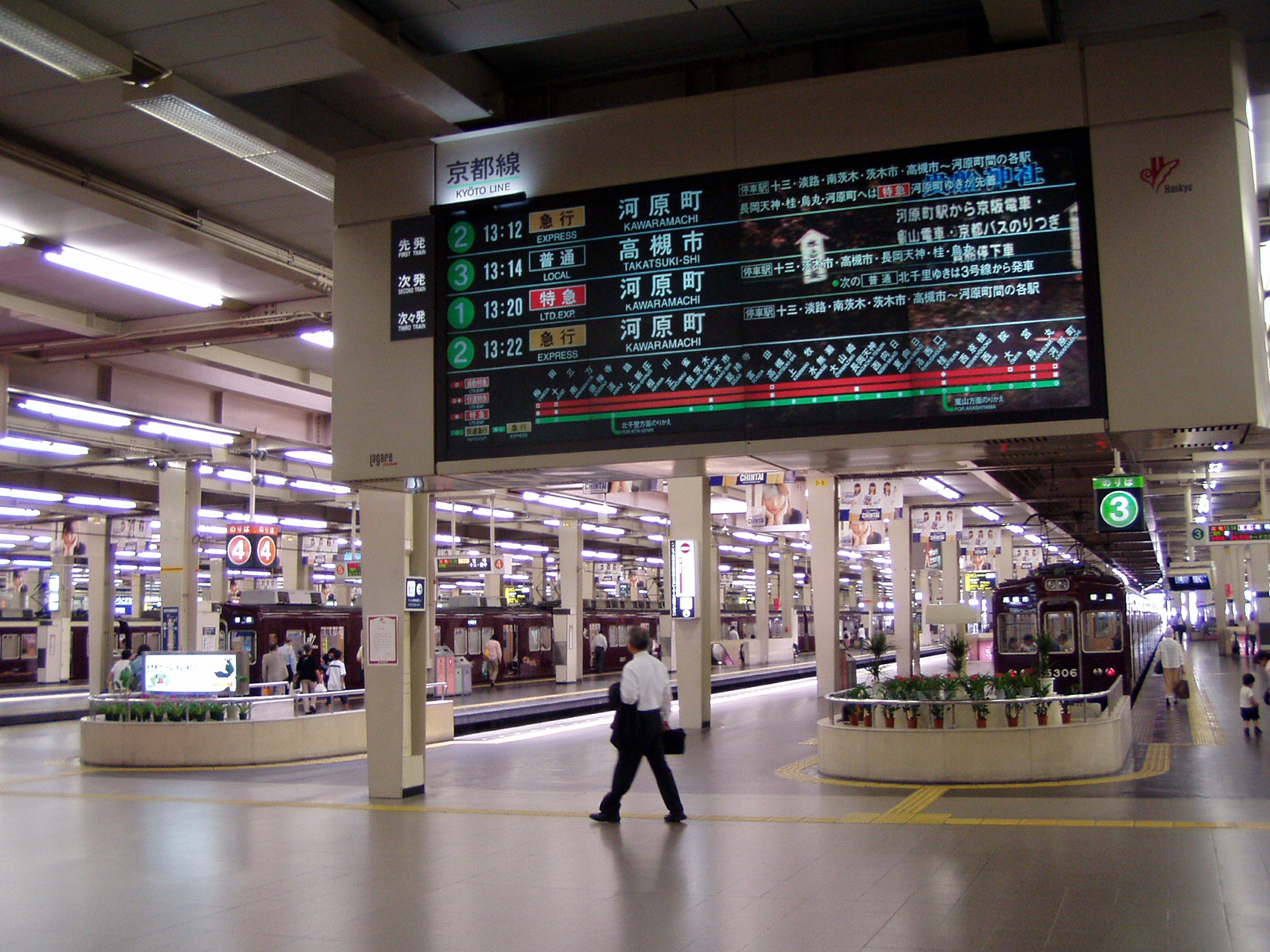
Estació Hankyu Umeda

El districte d'Umeda comprèn quatre estacions i hi passen tres línies de metro.
- Estació JR Ōsaka
- Estació JR Kita-Shinchi
- Estació Hankyū Umeda
- Estació Hanshin Umeda
- Línia Midōsuji
- Línia Tanimachi
- Línia Yotsubashi

Per totes aquestes estacions s'hi fan, diàriament, més de 2,3 milions de desplaçaments, la qual cosa les col·loca al quart lloc de les més transitades del Japó.